# ビーバートン高等学校
ビーバートン高等学校（英: Beaverton High School）はアメリカ合衆国オレゴン州ビーバートンにある公立高等学校。1902年に創立し、ビーバートンの高等学校としては最も長い歴史を有する。

## 歴史
1979年3月19日、4回の出勤警報が発せられた火災で、5人の消防士が負傷した。ビーバートン高等学校は春休みで休業中だったが、この火災により講堂が損害を受けた。
ビーバートン高等学校は現在、9年生から12年生を教育している。隣接するマリー・デイビス・スクールは大恐慌の最中に雇用対策局により建てられた。マリー・デイビス・スクールは2006年末に閉校したが、改築を経て、2010年秋に再び開校する予定である。メインビルディングは創立以来、度重なる改築と拡張を経験している。

## 学業
1985年、ビーバートン高等学校は、アメリカ合衆国で学校が受けることのできる中で最大の栄誉である「ブルー・リボン賞」を受賞した。
2008年、521人の高校4年生の内、75％が高等学校の卒業証書を授与された。521人中、390人が卒業し、99人が退学し、5人が修正卒業証書を授与され、27人が留年した。

## 著名な卒業生
- ショシャナ・ビーン：女優、歌手
- マイク・バーン：ドラマー。スマッシング・パンプキンズに所属。[6]
- ベン・クレーン：ゴルファー
- ポール・ゴースタッド：ホッケー選手
- レベッカ・ホルクラフト：ミュージシャン
- スティーブ・ライオンズ：元MLBの選手。
- アーロン・ロプレスティ：コミック・ブック・アーティスト
- メアリー・マニン・モリセイ：ニューソートの牧師
- アンソニー・ニューマン：フットボール選手
- スティーブ・オリン：プロ野球選手
- メレディス・フィリップ：「The Bachelorette」第2シーズン主演
- ケビン・ライリー：フットボール選手。「カリフォルニア・ゴールデン・ベアーズ」のクォーターバック。
- ジョーダン・セン（2003年卒）：フットボール選手。インディアナポリス・コルツ所属。
- アリ・シャパイロ：ナショナル・パブリック・ラジオのリポーター
- トッド・スナイダー：シンガーソングライター
- グレッグ・ステイン：Apacheソフトウェア財団代表
- ブランドン・サマーズ：ミュージシャン。「ザ・ヘリオ・シークエンス」所属。
- ベンジャミン・ウェイケル：ドラマー。「ザ・ヘリオ・シーケンス」所属。元「モデスト・マウス」所属。
- マック・ウィルキンズ：オリンピック選手。円盤投選手。